# Don't Worry Darling
Don't Worry Darling è un film del 2022 diretto da Olivia Wilde.

## Trama
Anni cinquanta. Alice e Jack Chambers sono una giovane coppia che vive a Victory, in California, il quartiere fondato dalla misteriosa compagnia omonima per la quale Jack lavora. Ogni giorno, gli uomini si recano al quartier generale di Victory, situato nel deserto circostante, per svolgere il proprio lavoro. Le mogli invece si dedicano alle cure domestiche, poiché il loro compito è quello di sostenere il compagno, il cui duro operato è di fondamentale importanza per il bene comune. Non è consentito alle donne porre domande sulla natura del progetto ed è inoltre espressamente vietato abbandonare il quartiere perché tale atto potrebbe compromettere la sicurezza di tutti i residenti. 
Margaret, amica di Alice, si trova ad essere emarginata tra le altre mogli a seguito di un episodio catastrofico. Contravvenendo alla regola primaria di Victory, Margaret si era addentrata nel deserto portando con sé il figlio, causandone così la morte. La donna sostiene che in verità Victory le ha tolto il figlio come punizione per aver sfidato le regole, ma nessuno sembra disposto ad ascoltare parole nate da ideazioni paranoiche. Nel mezzo di una festa tenuta da Frank, l'enigmatico fondatore e leader di Victory, Alice nota Margaret mentre il marito le porge i farmaci. Più tardi, Alice e Jack stanno consumando un rapporto nella camera da letto di Frank, quando la ragazza si rende conto che Frank li sta osservando.
Una mattina, mentre si trova sul tram che attraversa la città, Alice assiste a un biplano rosso che precipita da qualche parte nel deserto. Preoccupata, si inoltra nel deserto per prestare soccorso, imbattendosi accidentalmente nel quartier generale di Victory. A seguito del contatto con la vetrata, Alice sperimenta una serie di allucinazioni surreali. Più tardi, si risveglia nel proprio letto e trova Jack intento a preparare la cena. Nei giorni successivi, Alice accumula esperienze sempre più strane: viene quasi schiacciata tra una finestra e un muro in movimento, trova una scatola di uova completamente cave. Riceve poi una telefonata da Margaret, che afferma di aver vissuto le stesse cose. Più tardi, durante una lezione di danza tenuta da Shelley, moglie di Frank, Alice ha una visione: Margaret sbatte la testa contro uno degli specchi, fino a frantumarlo. La giovane torna a casa giusto in tempo per assistere al gesto di Margaret, la quale si taglia la gola prima di cadere dal tetto. Subito dopo, prima che possa raggiungere il corpo esanime di Margaret, viene trascinata via da misteriosi uomini in tute rosse.
Alice tenta di esporre gli eventi a Jack, ma lui insiste nel sostenere che Margaret sia semplicemente caduta mentre puliva le finestre, e che ora si trova in ospedale con il marito, il quale è stato costretto ad abbandonare il progetto Victory per prendersi cura di lei. La versione di Jack viene confermata dal dottor Collins, medico del posto, che ha avuto in cura Margaret. Questi prescrive ad Alice gli stessi farmaci. Alice apre segretamente la valigetta di Collins e trova il fascicolo medico redatto relativo a Margaret; ma le informazioni sono state rese illeggibili, e procede a dar fuoco ai documenti. La ragazza vuole riporre fiducia nel marito e stare con lui, ma le circostanze continuano ad alimentare i suoi sospetti. Durante un evento in cui Frank annuncia la promozione di Jack, Alice entra in crisi e litiga con Bunny.
Qualche giorno dopo, Alice e Jack invitano il resto del quartiere a cena, con Frank e Shelley ospiti speciali. In cucina, mentre Alice prepara le pietanze, Frank le si avvicina e confessa di aver atteso che arrivasse qualcuno come lei che riuscisse a sfidarlo, confermando così i sospetti che la ragazza nutriva ormai da tempo. Alice tenta di mettere in luce le incongruenze che regnano a Victory durante la cena dinanzi agli ospiti, Frank però smentisce ogni punto. In seguito, Alice implora Jack di abbandonare assieme Victory per ricostruirsi una vita felice insieme. Jack acconsente, ma appena Alice sale in macchina per partire, il ragazzo lascia che venga portata via dagli uomini di Frank, non senza rimorsi. Il dottor Collins sottopone forzatamente Alice a elettroshock. Durante la procedura, Alice ha visioni di se stessa in un'altra vita, con il nome di Alice Warren, convivente con Jack e in difficoltà economiche.
Al termine del trattamento, Alice torna a Victory e si riunisce con Jack e Bunny, ma continua ad avere le allucinazioni. Finalmente riesce a mettere a fuoco i ricordi: lei era una chirurga, Jack era disoccupato; nonostante si amassero, litigavano continuamente per questioni legate alle esigenze economiche. Quando Jack comprende che la moglie ormai ricorda tutto, spiega di aver disperatamente preso parte al progetto Victory, una realtà simulata creata e mantenuta da Frank, dove possono condurre una vita perfetta insieme. In realtà le donne di Victory non sono al corrente che le loro vite non sono reali, così come i loro figli. Quando gli uomini vanno ogni giorno al quartiere generale, si disconnettono dalla simulazione per svolgere lavori nella vita reale che permettano loro di continuare a pagare per tenere in vita la simulazione. Jack sostiene di aver fatto tutto ciò per lei, perché era infelice nella sua vita reale, ma Alice è oltraggiata perché Jack l'ha privata della sua autonomia. Jack abbraccia Alice, implorandola di continuare a condurre una vita idilliaca a Victory, ma nel tentativo di divincolarsi rompe un bicchiere sulla testa del ragazzo, uccidendolo nella simulazione e anche nel mondo reale.
Frank viene informato della morte di Jack e manda i suoi uomini a catturare Alice. La giovane viene trovata da Bunny con il corpo di Jack privo di vita. Bunny spiega ad Alice di avere sempre saputo la verità su "Victory" e di aver scelto questa vita in modo da poter stare con i propri figli, che nel mondo reale sono venuti a mancare. Bunny dice ad Alice di recarsi al quartier generale di Victory, il portale di uscita dalla simulazione, e trattiene Bill quando egli tenta di impedire la fuga. Le altre mogli iniziano a percepire la verità, mentre i mariti scivolano nel panico. Alice ruba l'auto di Jack e guida verso il quartier generale di Victory, inseguita dal sinistro dottor Collins e dagli scagnozzi di Frank; Collins rimane coinvolto in un incidente, altri portano avanti l'inseguimento della ragazza. Intanto Shelley pugnala mortalmente Frank, sostenendo che ora è "il suo turno". Alice arriva al quartier generale di Victory, dove una visione le mostra Jack che le chiede di rimanere. La bella Alice sembra esitare, provando ancora sentimenti teneri per Jack, ma quando la visione svanisce, si precipita verso le finestre del quartier generale per sfuggire agli uomini di Frank che la stanno raggiungendo. In dissolvenza, lo schermo diventa nero e si sentono i respiri ansimanti di Alice.

## Produzione
Il film viene annunciato nell'agosto 2019, dopo una grande lotta tra diciotto case di distribuzione, tra le quali vince la New Line Cinema, aggiudicandosi i diritti della pellicola.

### Sceneggiatura
La sceneggiatura è stata inserita nella Black List del 2019, lista che raccoglie le migliori sceneggiature non prodotte.

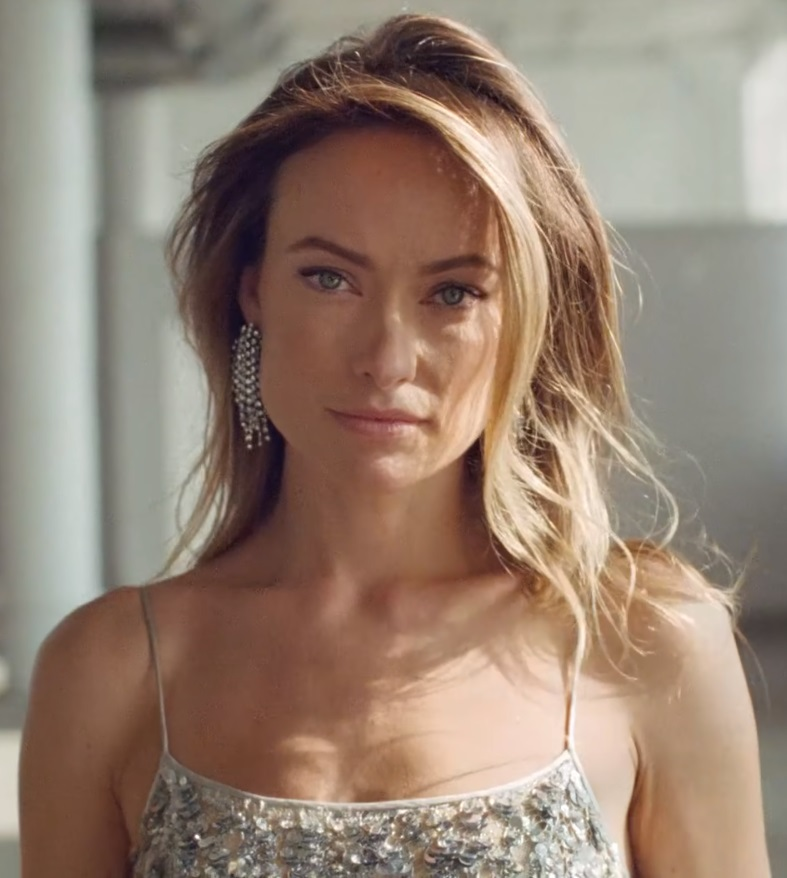
Olivia Wilde, regista del film, nel periodo delle riprese del film

La sceneggiatura finale è stata accreditata alla sola Katie Silberman, mentre il soggetto è firmato dalla stessa Silberman insieme a Carey Van Dyke e Shane Van Dyke.

### Cast
Shia LaBeouf era stato inizialmente scelto per il ruolo di Jack, ma ha abbandonato il progetto, così il ruolo è passato ad Harry Styles.

### Riprese
Le riprese del film sono iniziate il 20 ottobre 2020 a Los Angeles ma vengono fermate, per due settimane dal 4 novembre, a causa della positività al COVID-19 da parte di quattro membri della troupe, sottoponendo gli attori Florence Pugh, Chris Pine e Harry Styles in quarantena. La produzione è terminata il 13 febbraio 2021.
Il budget del film è stato di 20 milioni di dollari.

## Promozione
Il primo teaser trailer del film è stato diffuso il 13 settembre 2021 dalla regista Wilde attraverso il suo profilo instagram.
Il 2 maggio 2022 al CinemaCon, dove viene diffuso il primo trailer esteso, la regista Wilde presenta la pellicola affermando di essersi ispirata a film come Matrix, The Truman Show ed Inception.
Il 21 luglio 2022 viene diffuso il secondo trailer esteso.

## Distribuzione
Il film è stato presentato fuori concorso alla 79ª Mostra internazionale d'arte cinematografica di Venezia il 5 settembre 2022 e distribuito nelle sale cinematografiche statunitensi a partire dal 23 settembre 2022, mentre in Italia dal 22 settembre.

## Controversie
Nel dicembre 2020, la rivista Variety rivela che Shia LaBeouf è stato licenziato da Olivia Wilde a causa del suo comportamento scorretto sul set nei confronti del cast e della troupe. Evento di cui la Wilde parla per la prima volta nell'agosto del 2022:
Tuttavia, sempre ad agosto 2022, LaBeouf ha smentito queste affermazioni, dichiarando di non esser stato licenziato ma di aver lasciato volontariamente il film per il poco tempo avuto per provare le scene, e sostenendo di aver fornito le prove alla testata Variety. A queste dichiarazioni segue anche la pubblicazione online non autorizzata di un video, risalente all'agosto 2020 a detta di LaBeouf, che sembra mostrare Olivia Wilde alludere a una tensione tra l'attore e Florence Pugh.
In un'intervista per Vanity Fair, a settembre 2022, Wilde torna a parlare della vicenda ribadendo ancora quanto già dichiarato: "La questione è molto più complessa di quanto si possa spiegare con dei messaggi privati diffusi fuori contesto. Quello che dirò è che è stato sostituito [LaBeouf] e che non si poteva andare avanti con lui".
Durante la promozione del film, si è parlato molto anche delle presunte tensioni tra Olivia Wilde e Florence Pugh per motivi mai confermati. Nonostante Wilde abbia più volte negato queste voci, ringraziando e lodando più volte l'attrice pubblicamente, Pugh da parte sua ha limitato la promozione del film, partecipando soltanto al red carpet per la presentazione della pellicola alla Mostra Internazionale d'arte cinematografica di Venezia, ma adducendo tale comportamento all'impegno per le riprese di Dune - Parte due a Budapest.
Wilde disse che il personaggio antagonista della storia, Frank, era ispirato allo psicologo Jordan Peterson, descritto come "uomo insano [...] uno pseudo-intellettuale eroe della comunità incel". Peterson ha risposto definendo il film come "l'ultimo frammento di propaganda diffuso dai noiosi e prepotenti woke ipocriti che ora dominano Hollywood". Ha anche criticato il termine "incel", definendolo un "insulto casuale" per gli uomini che sono "soli e non sanno cosa fare, mentre tutti accumulano insulti su di loro.

## Accoglienza

### Incassi
Nel suo primo weekend d'apertura il film ha incassato oltre 20 milioni di dollari nel Nord America, e altri 67 milioni nel resto del mondo, per un totale di circa 87 milioni.

### Critica
Sull'aggregatore di recensioni Rotten Tomatoes il film riceve il 38% delle recensioni professionali positive, con un voto medio di 5,4 su 10 basato su 225 recensioni; il consenso della critica recita: "Nonostante un'intrigante e talentuoso cast, sia tra gli attori che tra la troupe, Don't Worry Darling è un remake per lo più confuso, trattante temi eccessivamente familiari".
Su Metacritic il film ottiene un punteggio di 47 su 100, basato su 55 critiche, indicando "recensioni contrastanti o nella media"; il pubblico intervistato da CinemaScore ha assegnato mediamente un voto corrispondente a "B-", su una scala compresa tra "A+" a "F".

## Riconoscimenti
- 2022 - E! People's Choice Awards[35][36]
  - Miglior film drammatico
  - Candidatura per il miglior attore/attrice in un film drammatico a Florence Pugh
  - Candidatura per il miglior attore/attrice in un film drammatico a Harry Styles
- 2023 - London Critics Circle Film Awards[37]
  - Miglior attrice britannica dell'anno a Florence Pugh
- 2023 - MTV Movie & TV Awards[38]
  - Candidatura per la miglior performance in un film a Florence Pugh
  - Candidatura per il miglior cattivo a Harry Styles
- 2024 - Saturn Award[39]
  - Candidatura al miglior film thriller